# Homofília
L'homofília és la tendència a relacionar-se amb gent que comparteix característiques de la pròpia personalitat o grup social, ja que els aspectes compartits faciliten la comunicació. Aquesta associació es deu en primer lloc a l'espai, ja que és més probable que hom es barregi amb gent similar perquè comparteixen entorn (per exemple, la classe social determina els indrets d'oci o l'edat implica assistir a determinats actes lúdics i no d'altres) però també a una preferència cognitiva, on és més fàcil que sorgeixi una amistat o relació de respecte quan es detecten aquestes similituds. A les xarxes socials es detecta aquesta tendència quan se segueixen persones amb qui s'està d'acord en major mesura que aquelles que expressen desacord amb la pròpia postura.

## Homofília en la sexualitat
La paraula «homofília» també s'usa com a terme alternatiu al d'homosexual, preferida per molts en emfatitzar l'amor ("filia" del grec φιλία) sobre el sexe. El terme va ser encunyat per l'astròleg, autor i psicoanalista alemany Karl-Günther Heimsoth en la seva dissertació doctoral Hetero- undHomophilie en 1924. Des de llavors ha estat un concepte utilitzat extensament en sociologia i altres camps. Va ser d'ús comú durant les dècades de 1950 i 1960 per organitzacions i publicacions homosexuals; de fet, els grups d'aquest període són coneguts ara col·lectivament com el moviment homòfil. El terme «homofília» va començar a desaparèixer en aquest context amb el sorgiment dels moviments de l'alliberament LGBT a la fi de la dècada de 1960 i principis dels 70, sent reemplaçat per una nova terminologia que incloïa paraules com a lesbiana, gai, bisexual i transgènere, encara que alguns grups homòfils van sobreviure fins als 80, els 90 i fins i tot han arribat a la dècada de 2000.